# Alone
Alone je desáté studiové album skupiny The Pretenders. Vydáno bylo v říjnu roku 2016 společností BMG Rights Management a jeho producentem byl Dan Auerbach, který na něm zároveň hrál. Nahráno bylo ve studiu Easy Eye Sound v Nashvillu za doprovodu studiových hudebníků. Kromě zpěvačky Chrissie Hynde se na albu nepodílel žádný člen Pretenders.

## Seznam skladeb
| Pořadí | Název               | Autor                                       | Délka |
| ------ | ------------------- | ------------------------------------------- | ----- |
| 1.     | Alone               | Chrissie Hynde, Dan Auerbach, Richard Swift | 3:49  |
| 2.     | Roadie Man          | Hynde                                       | 3:54  |
| 3.     | Gotta Wait          | Hynde                                       | 2:58  |
| 4.     | Never Be Together   | Hynde, Björn Yttling, Fyfe Dangerfield      | 4:01  |
| 5.     | Let's Get Lost      | Hynde, Dave McCracken                       | 3:03  |
| 6.     | Chord Lord          | Hynde                                       | 3:14  |
| 7.     | Blue Eyed Sky       | Hynde                                       | 4:51  |
| 8.     | The Man You Are     | Hynde                                       | 3:45  |
| 9.     | One More Day        | Hynde                                       | 4:15  |
| 10.    | I Hate Myself       | Hynde, Auerbach                             | 4:43  |
| 11.    | Death Is Not Enough | Marek Rymaszewski                           | 3:11  |
| 12.    | Holy Commotion      | Hynde                                       | 4:12  |

## Obsazení
- Chrissie Hynde – zpěv
- Dan Auerbach – kytara, klávesy, doprovodné vokály
- Duane Eddy – kytara
- Kenny Vaughan – kytara
- Russ Pahl – pedálová steel kytara
- Dave Roe – kontrabas
- Leon Michels – klávesy
- Richard Swift – bicí, kytara, klávesy, doprovodné vokály